# Естерхази
Естерхази или Естергази-Галанта (на унгарски: Esterházy de Galántha) е унгарска благородническа фамилия, най-големите частни земевладелци на Унгария при Хабсбургите.

## История
Привързаността към императорската династия и към католицизма през XVII век води този род от Галанта (днес в Словакия) към бързо забогатяване. През 1626 г. императорът на Свещената Римска империя ги прави графове, а от 1712 г. главата на рода носи титлата имперски княз. За разлика от другите унгарски князе-магнати (Батяни, Палфи), Естерхази са медиатизирани, тоест са смятани за равнородни с европейските монарси.
Освен главния клон на династията, който се установява отначало във Форхтенщайн, а след това – в Айзенщат (в границите на днешна Австрия, Бургенланд, покрай австро-унгарската граница), през XVII в. са съществували още два – Зволенски и Чеснекски. Сред представителите на рода има няколко австрийски генерал-фелдмаршали, един австрийски министър на външните работи, посланици към петербургския двор, банове на Хърватия. В началото на XIX век Николай II, княз Естерхази се обявява за потомък на самия Атила, като по този начин отказва предложената му от Наполеон унгарска корона, предпочитайки медиатизацията. Представител на Дома Естерхази е известният писател Петер Естерхази, починал през 2016 г.
Най-големите културни центрове на Унгария през XVIII в. са дворцово-парковите комплекси на Естерхази в Айзенщат и Фертьод. В първия от тях от 1766 до 1790 г. като придворен композитор и главен капелмайстор служи Йозеф Хайдн, а вторият, заради пищния си интериор, получава прозвището „унгарският Версай“. Художествената сбирка на Естерхази ляга в основата на Националната галерия в Будапеща.
- Дворцовият комплекс в Айзенщат
- Дворецът Естерхази
(Фертьод, Унгария)
- Замъкът в Форхтенщайн, Австрия

## Известни представители
- княз Пал Естерхази, граф Фракно и Берег (1635 – 1713), имперски фелдмаршал, палатин на Унгария; взел участие през 1683 г. в освобождението на Виена и през 1686 г. в превземането на Офен от турците; през 1687 г. получава титлата имперски княз, правото да сече монети със своето изображение и правото да дава благороднически титли. Дядо е на Пал Антал и Миклош Йосиф Естерхази. Пал Естерхази, 1-й княз Естерхази (портрет от 1655 г.)
- княз Пал II Антон Естерхази (1711 – 1762), внук на Пал Естерхази, по-голям брат на Миклош Йоисф Естерхази; имперски фелдмаршал, представител на Хабсбургите при неаполитанския двор (1750 – 53), покровител на музиканти.
- княз Миклош Йосиф Естерхази , граф Форхенщайн (1714 – 1790), имперски фелдмаршал, внук на Пал Естерхази, младши брат на Пал Антал Естерхази; отличѐн във войната за австрийското наследство и в Седемгодишната война; известен като меценат; възпитаници на основаната от него в Айзенщат музикална школа са Йозеф Хайдн и Игнац Плейел.
- княз Николай II, княз Естерхази (1765 – 1833), австрийски фелдмаршал, внук на Миклош Йосиф Естерхази; през 1809 г. организира корпус от доброволци в помощ на Австрия в отговор на прокламацията на Наполеон, предлагащ му короната на Унгария, ако тя се отдели от империята като самостоятелна държава.
- княз Пал Антал Естерхази-младши (1786 – 1866) – австрийски министър, син на Миклош Йосиф Естерхази-младши. Бил е посланик в Дрезден, Рим и Лондон. През 1848 г. е министър на външните работи в правителството на Лайош Батяни, но още през август се отказва от поста си, след напразен опит за съглашение с австрийското министерство. През 1856 г. е посланик в Москва за коронацията на император Александър II. В негова чест е наречена тортата „Естерхази“.
- От графския клон са известни:
- граф Валентин Ладислав Естерхази (1740 – 1805), френски дипломат, генерал от френската армия (1780), командир на хусарския полк Естерхази (по-късно 3-ти хусарски полк) (1764 – 1790), посланик на френските емигранти (братята на крал Луи XVI) след Френската революция при руския императорски двор (1791 – 1796).
- граф Мориц Естерхази (1807 – 1890), австрийски дипломат. Бил е посланик в Рим, а от 1861 до 1866 г. – министър без портфейл. Бил е начело на клерикално-феодалната реакционна партия при Виенския двор и един от виновниците за войната от 1866 г. с Прусия и Италия.
- Към странична линия принадлежи майор Фердинанд Валсен-Естерхази (Walsin-Esterhazy; 1847 – 1923‏) – офицер от френския генерален щаб, един от главните обвиняеми по делото Драйфус.
- От 2014 г. граф Янош Естерхази-Галанта (род. 1951) е пазител на общата хазна на Малтийския рицарски орден.